# Gamla Uppsala

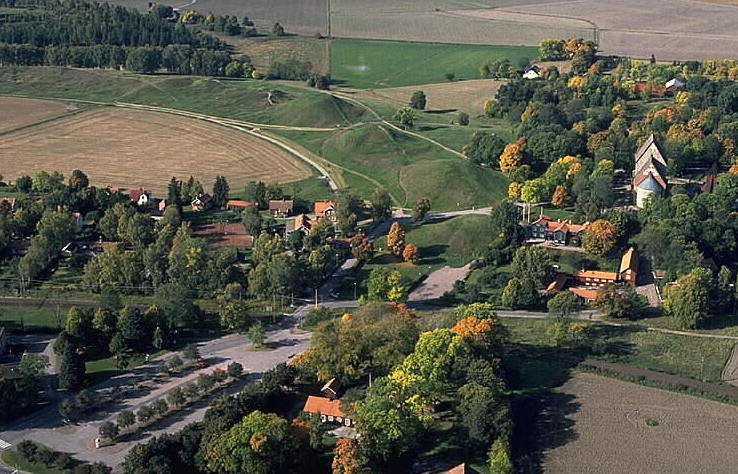
Flygbild över gamla Uppsala.

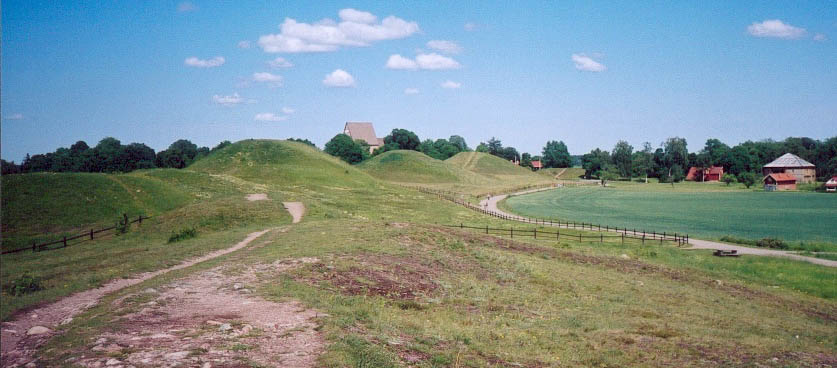
Gamla Uppsala fornlämningsområde sett från gravfältet vars större högar (i vänster bildkant) ligger i närheten av kungshögarna. Bortom kungshögarna skymtar kyrkan bland trädtopparna, till höger syns den låga, flata, tingshögen och i höger bildkant, museet.

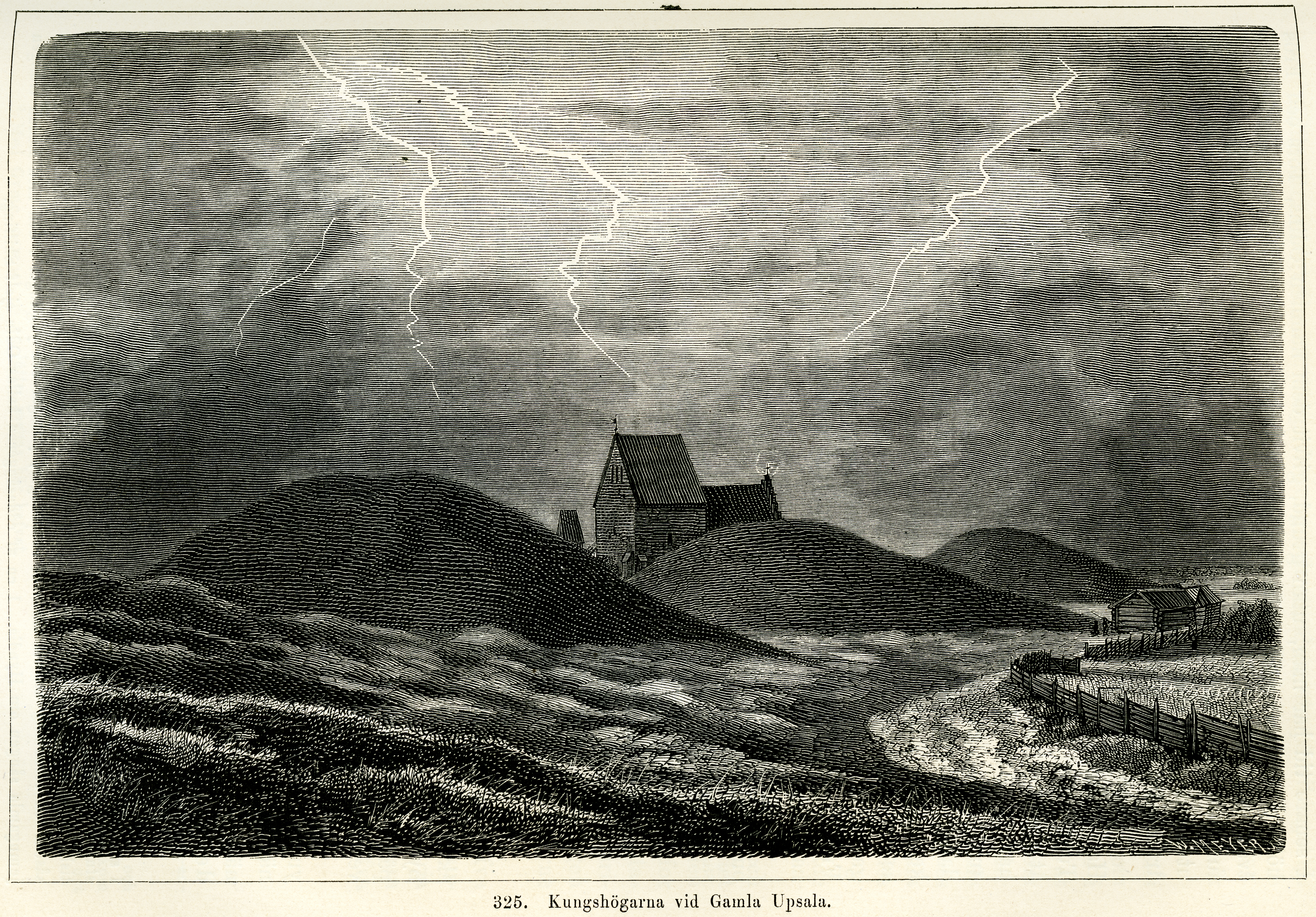
Detta dramatiska träsnitt från 1800-talet visar Gamla Uppsala fornlämningsområde ur samma vinkel som ovan.

Gamla Uppsala är ett område i Gamla Uppsala socken, Uppsala kommun i Uppsala län. Där finns bland annat Uppsala högar och Gamla Uppsala kyrka, som har varit både domkyrka och ärkebiskopssäte.
Gamla Uppsala, som i 1500-talets kamerala källor anges som Upplands största by räknat efter mantal[källa behövs], är idag en del av tätorten Uppsala, en stadsdel tillhörande Norra staden.
Nyby och Nyby gård ligger i Gamla Uppsala socken och har historiskt sett tillhört Gamla Uppsala men sedan det byggdes radhus och lägenheter där ses de som ett eget bostadsområde. 
Den största lokala föreningsverksamheten torde bedrivas inom Gamla Upsala sportklubb (GUSK).[källa behövs]

## Historiskt område
Gamla Uppsala var en centralpunkt i den förhistoriska maktstruktur i vad som senare skulle kallas Svealand. Under äldre järnåldern låg platsen norr om en dåvarande fjärd som kan ha hetat "Salafjärden" eller "Uppsalafjärden",[källa behövs] som förenade vattenleden Långhundraleden från det östliga Attundaland med resten av den dåtida havsviken Mälaren i söder. Fyrisån mynnade i fjärdens nordvästligaste vik vid Östra Aros vilket betyder Östra Åmynningen. Den kan ha legat strax nedströms dagens Upplandsmuseet.[källa behövs] Här steg, på grund av landhöjningen, en sten- och gruströskel upp mot vattenytan i början av vikingatiden. Denna är fortfarande synlig. Därefter krävdes dragning av båtarna för vidare färd norrut i Tiundaland. Det största transporthindret låg vid nuvarande Ulva kvarn, nordväst om Gamla Uppsala. Där kan ett vattenfall ha börjat resa sig åren kring Kristi födelse.[källa behövs] Platsens läge var under denna tid att jämföra med Stockholms senare ställning, ett lås mot de inre vattenvägarna. Efter domkyrkans brand 1252 togs beslutet att flytta ärkesätet till Östra Aros, nuvarande Uppsala. Överföringen av reliker skedde 1273. Flyttningen minskade Gamla Uppsalas betydelse.
Båttransporterna dit hade då gradvis försvårats under cirka 400 år.[källa behövs] Till detta hörde omlastningen av de flatbottnade skeppen i Östra Aros för landtransport till Gamla Uppsala. Mer resoluta skeppare har dock vid våröversvämningar, av ängarna runt Svartbäcken, kunnat dra båtarna över dessa så kallade föresängar. En föresäng var en äng med båtföre vid översvämning. Den dåvarande fjärden grundades med tiden upp och blev till den sannolikt största föresängen. Kungens andel av denna fick heta Kungsängen, och heter så än i dag. Kring år 985 besegrade Erik Segersäll danskarna på foeresvallarna "vid Uppsala". I fornisländsk litteratur omnämns dessa som "Fyrisvallarna". Dessa ängars flerfaldiga omnämnande i äldsta tid tyder på att de var en viktig del av gamla uppsalatrakten, åtminstone för foderproduktion.

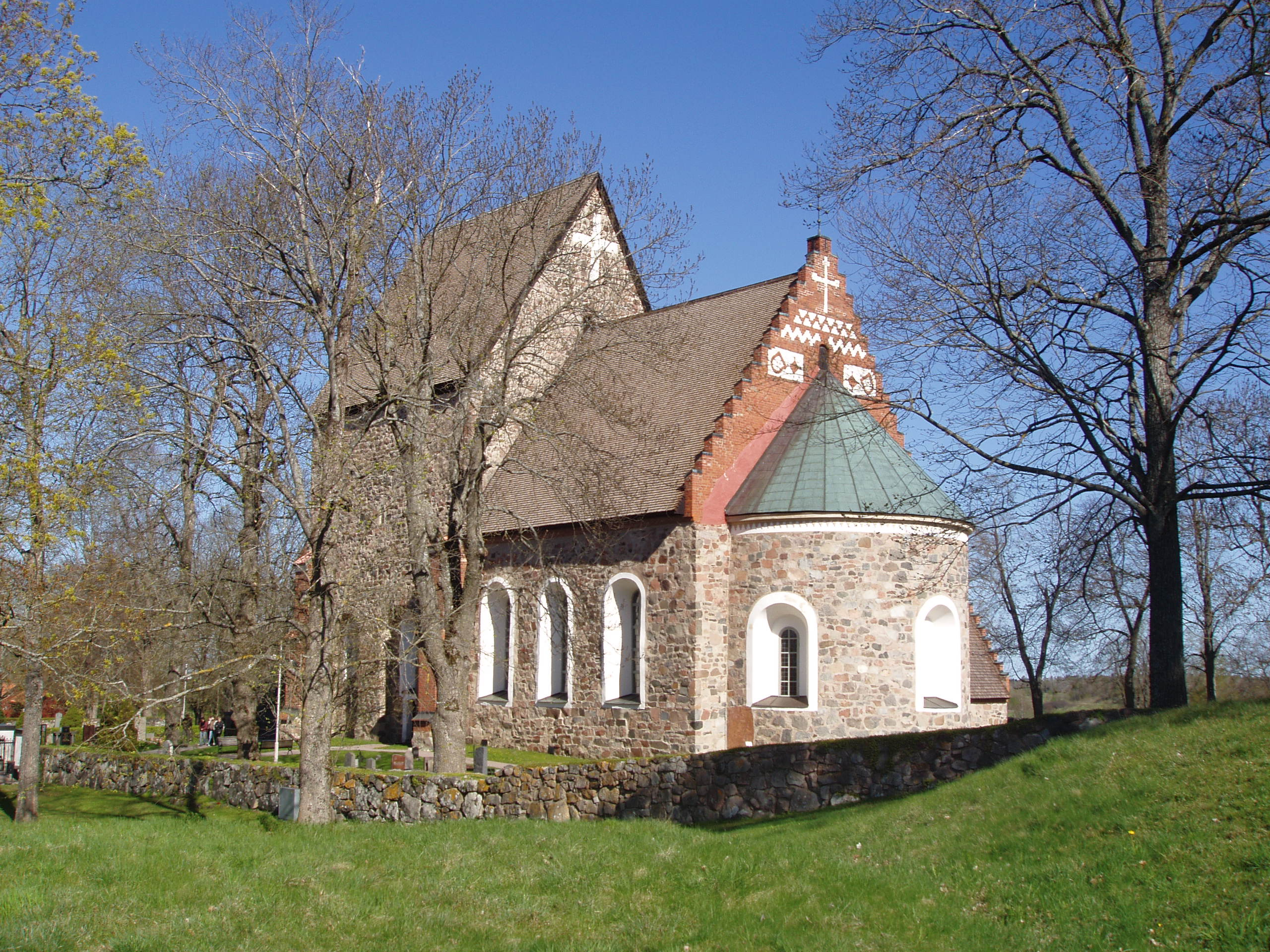
Gamla Uppsala kyrka från öster i dess nuvarande skick. Här syns tegelornamentik med blinderingar på gavlarna

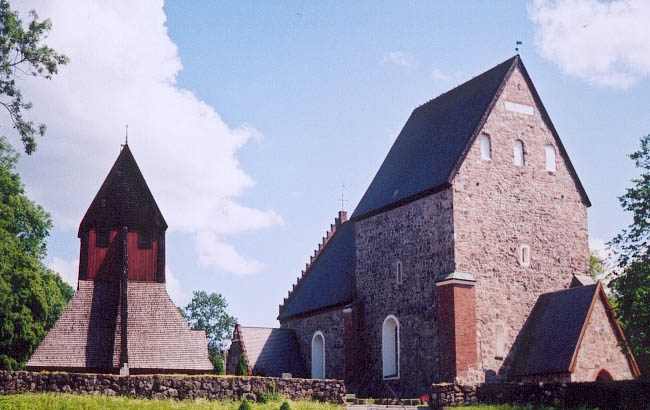
Kyrkan från väster med klockstapeln till vänster

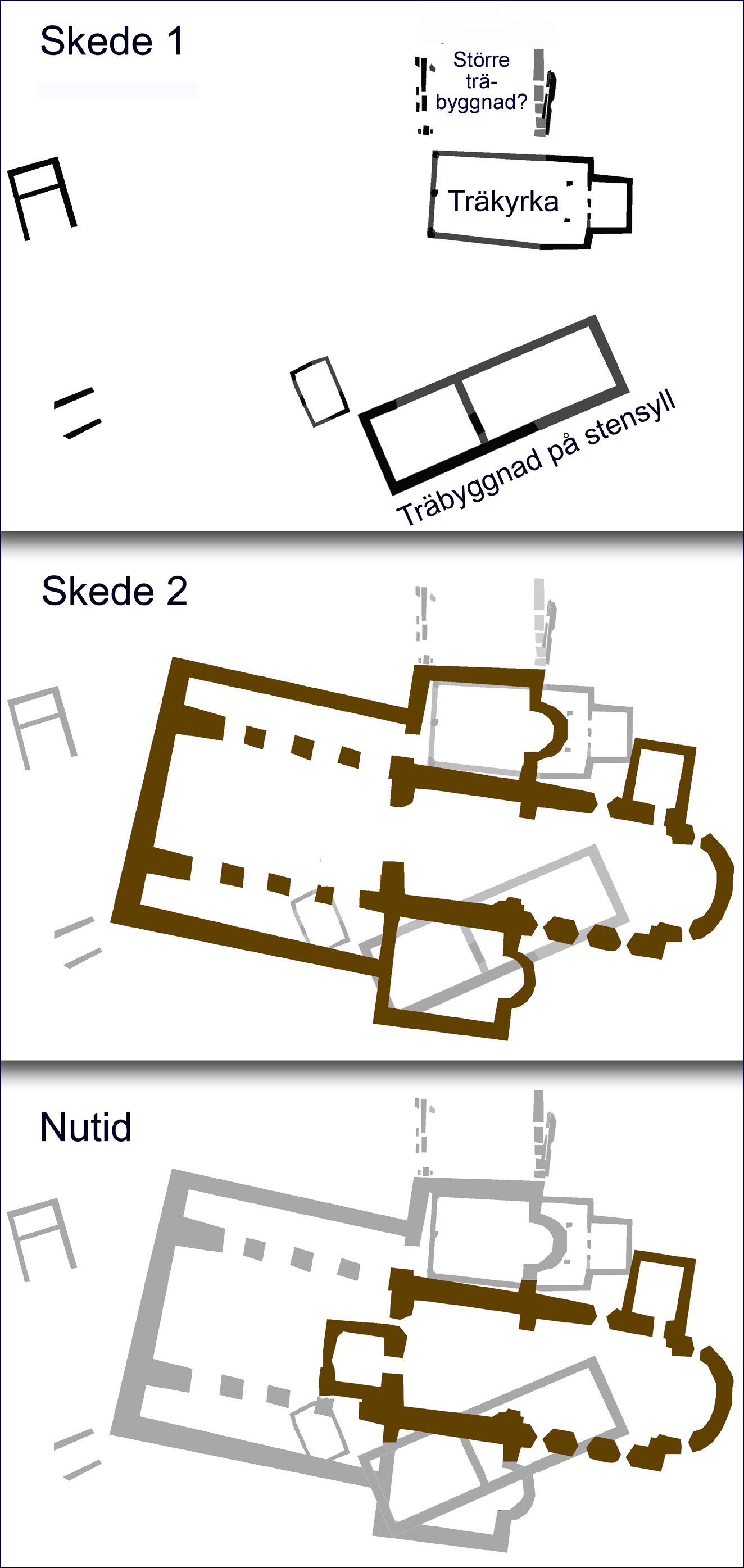
Sammanställning av antikvariska undersökningsresultat. Skede 1 = Före stenkyrkobyggandet på 1100-talet. Skede 2 = Den medeltida domkyrkan.

### Fornlämningar
I Gamla Uppsala finns tre stora gravhögar, oftast kallade kungshögarna eller Uppsala högar, enligt mytologi och folkminne resta över de gamla sveakonungarna på 500-talet. Högarna är bland de största i Sverige (bara Anundshög är större). Modern datering anger att de anlagts mellan år 500 och år 600. Här finns också gravfält som anses ha innehållit 200–300 gravar, och lämningar nära och under kyrkan.

### Tro och religion – Landets kristnande och nytt ärkebiskopssäte
Gamla Uppsala antas ha varit ett religiöst centrum för asatroende före kristendomens införande. När landet kristnades, kom de slutliga avgörandena att till stor del utspelas i Uppsala, där enligt gällande lag landets kung utsågs. Det lär ha ålegat kungen att förrätta årligt blot, och åtminstone en kristen kung – Inge den äldre – ska ha avsatts sedan han vägrat fullgöra den plikten.
Landets slutliga kristnande skedde genom att den makten i Gamla Uppsala konverterade till kristendomen, varvid Gamla Uppsala först blev ett biskopssäte, som flyttades dit från Sigtuna. År 1164 blev Gamla Uppsala också säte för en ärkebiskopsstol. Domkyrkan, nuvarande Gamla Uppsala kyrka, kan ha byggts på platsen för det hednatempel, som skall ha legat i Gamla Uppsala, omnämnt av Adam av Bremen som Uppsala tempel omkring 1076. Enligt denne skulle templet ligga en dagsresa från såväl Sigtuna som Birka. Läget vid Uppsala högar kan också tyda på det liksom arkeologiska fynd. År 1926 utförde Sune Lindqvist utgrävningar i stora delar av kyrkan, och på de planer som senare upprättades tyckte sig åtskilliga forskare se en kvadratisk konstruktion. Arkeologerna Else Nordahl och Magnus Alkarp har dock avfärdat dessa idéer som rena synvillor och önsketänkande. Vid senare arkeologiska undersökningar under kyrkan har inga som helst spår av en sådan tempelbyggnad påträffats. Detta motstrids i sin tur av bland annat arkeologen Anders Kaliff.
Sedan år 2000 håller Sveriges Asatrosamfund återigen blot vid Uppsala högar. Vårblotet sker under påskhelgen.[källa behövs]

### Gamla Uppsala kyrkas senare historia
Den nuvarande kyrkobyggnaden består av ett stympat centraltorn och av ett kor med absid. Både absidkoret och det stympade centraltornet härstammar från den ursprungliga större kyrkan, som kan ha påbörjats vid 1100-talets mitt och stått färdig på 1240-talet. Vissa bevarade träinventarier från kyrkan kan härstamma från 1100-talet, bland annat ett av sammanlagt tre så kallade triumfkrucifix.
År 1273 flyttades ärkebiskopssätet officiellt till nuvarande Uppsala, där Uppsala domkyrka hade börjat byggas en tid dessförinnan. Dit flyttade också namnet Uppsala, den plats som tidigare kallats Östra Aros. Kyrkan, som då var en treskeppig katedral med absidförsedda korsarmar, degraderades alltså redan då ner till sockenkyrka. Under 1400-talet fick kyrkan sitt nuvarande utseende, efter det att det treskeppiga långhuset och korsarmarna rivits efter ytterligare en eldsvåda.

### Myt och historia
Vad gäller historisk skildring av Gamla Uppsalas roll vid tiden för Sveriges enande och före detta är det viktigt notera att det knappt finns några trovärdiga källor alls. För tiden före 800 är mytologi, sägen och dikt allenarådande. Det finns flera olika källor men dessa är skrivna flera hundra år efter 800.
Enligt Ynglingatal skall Ynglingaätten ha regerat från Uppsala från tiden före Kristus till någon gång på 600-talet. Ungefär samma information finns i Gesta Danorum som placerar Frejs söner i Uppsala. Snorre Sturlasson berättar att 400- och 500-talskungarna Aun, Egil Tunnadolg och Adils ligger begravda i Gamla Uppsala. Det engelska Beowulfkvädet anförs ofta som ett oberoende belägg för att dessa kungar skall ha existerat. Efter de arkeologiska undersökningar som gjorts daterades gravarna till ungefär samma period som dessa kungar bör ha levat baserat på andra detaljer i historierna, men medan man i Västhögen har identifierat den begravde som en man, tycks Östhögen ha varit grav åt en kvinna, eller möjligen en yngling och en kvinna.
Det är ett faktum att de historiska traditionerna och legenderna tillskrev Uppsala som centrum i Svealand en dominerande maktställning i en stat som tidigt hade kommit att omfatta även Götaland. Detta verkar stödjas även av tidiga källor såsom Västgötalagen (Landamäri och gränslistan), där härskaren över Sverige, inklusive Västergötland, omtalas som 'Uppsalakonungen'.

## Gamla Uppsala museum
Gamla Uppsala museum öppnades 2000 under namnet Gamla Uppsala historiskt centrum och visar de myter och historier som har anknytning till platsen.

## Övrigt

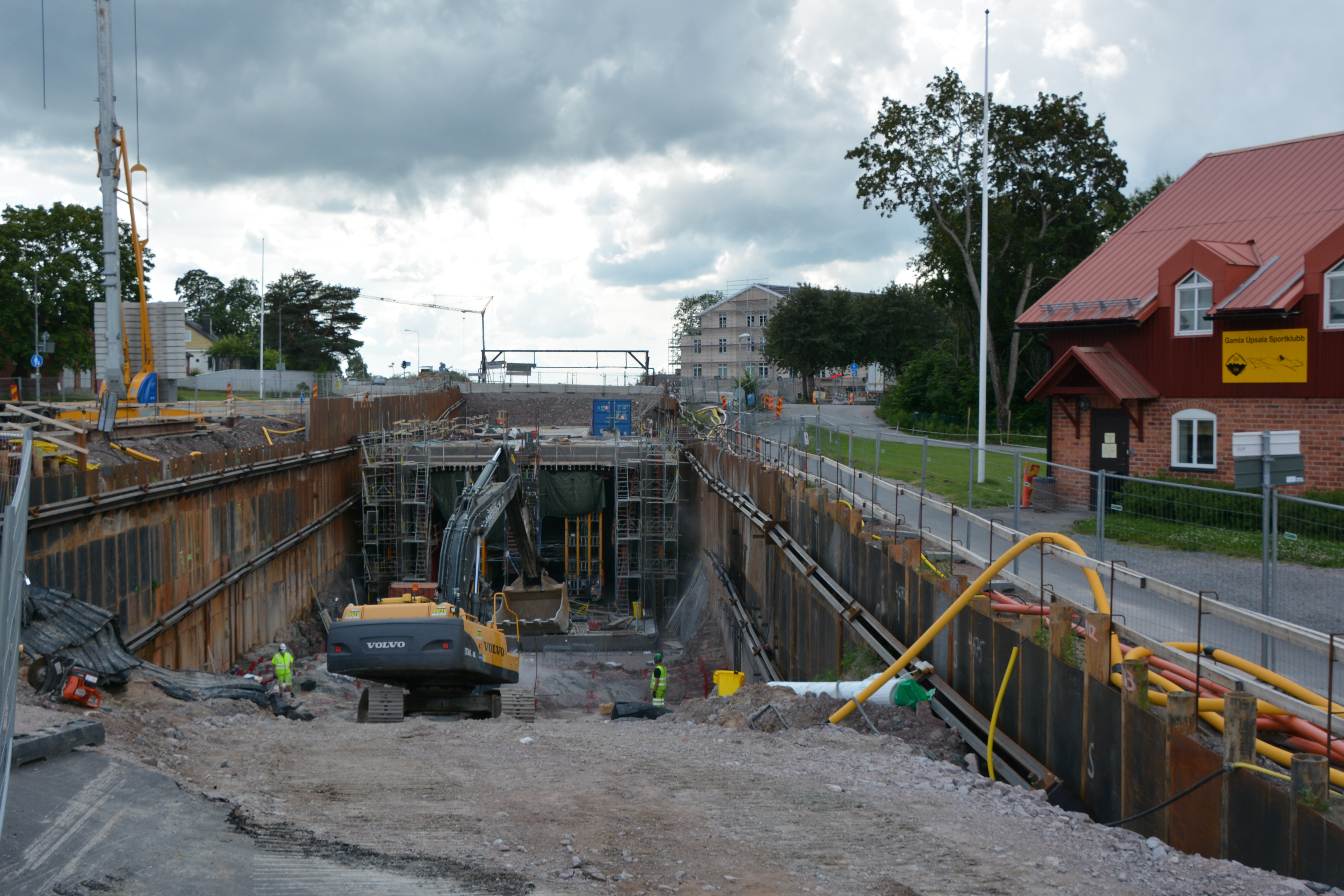
Byggnation av järnvägstunneln, norra tunnelöppningen, juli 2015

Platsen ligger i anknytning till andra viktiga samtida fyndplatser, som exempelvis Valsgärde gravfält och, längre upp längs den gamla handelsleden, Vendel. Andra museer i området är Sockenmuseet mittemot Gamla Uppsala kyrka och Upplandsmuseets friluftsmuseum Disagården, som ligger sydost om kyrkan.
År 1874 öppnades järnvägen mellan Uppsala och Gävle av det privata bolaget Uppsala-Gävle Järnväg. En av stationerna längs banan låg i Gamla Uppsala. Även om det var länge sedan tågen stannade på stationen, fanns den kvar som mötesstation till år 1994 då det då nya dubbelspåret strax norr om Gamla Uppsala öppnades, i samband med detta revs mötesspåret upp. Järnvägen går sedan maj 2017 i en 600 meter lång tunnel under delar av Gamla Uppsala och det gamla enkelspåret som gick genom området är sedan dess helt upprivet. Det gamla stationshuset finns dock kvar vid den gamla banvallen som numera används som utrymningsväg för järnvägstunneln. Driftplatsen heter Samnan efter ån som ett biflöde till Fyrisån.[källa behövs]
Annandag påsk 1943 samlades en grupp nazister vid Östhögen för att demonstrera. De hade fått tillstånd av kyrkoherden trots att stadsfullmäktige och riksantikvarieämbetet hade förbjudit demonstrationen. En stor grupp motdemonstranter samlades också och polis från Stockholm kallades till platsen. Då flera av dessa av ansågs vara nazister, attackerades de 2 000 motdemonstranterna och många sårades.[förklaring behövs]
Det nutida Uppsala ligger på platsen för det Gamla Uppsalas hamn vid Fyrisån, Östra Aros.

## Befolkningsutveckling
| Befolkningsutvecklingen i Gamla Uppsala 1950–1975 | Befolkningsutvecklingen i Gamla Uppsala 1950–1975 | Befolkningsutvecklingen i Gamla Uppsala 1950–1975 | Befolkningsutvecklingen i Gamla Uppsala 1950–1975 | Befolkningsutvecklingen i Gamla Uppsala 1950–1975 |
| ------------------------------------------------- | ------------------------------------------------- | ------------------------------------------------- | ------------------------------------------------- | ------------------------------------------------- |
|                                                   |                                                   |                                                   |                                                   |                                                   |
| År                                                |                                                   |                                                   | Folkmängd                                         |                                                   |
| 1950                                              | 1950                                              |                                                   | 829                                               |                                                   |
| 1960                                              | 1960                                              |                                                   | 1 244                                             |                                                   |
| 1965                                              | 1965                                              |                                                   | 1 180                                             |                                                   |
| 1970                                              | 1970                                              |                                                   | 1 562                                             |                                                   |
| Anm.: Sammanvuxen med Uppsala 1975                |                                                   |                                                   |                                                   |                                                   |